# Черноглаво каменарче
Черноглаво каменарче (Oenanthe albonigra) е вид птица от семейство Muscicapidae.

## Разпространение
Видът е разпространен в Афганистан, Иран, Ирак, Оман, Обединените арабски емирства и Пакистан.